# Batalla de Marvão
La batalla de Marvão fue un enfrentamiento militar que tuvo lugar entre el 9 y el 10 de noviembre de 1762 durante la guerra Fantástica y la guerra anglo-española (1761-1763), como parte del intento de invasión de Portugal por parte de tropas francesas y españolas a finales de 1762. Una numerosa fuerza española atacó la localidad fortificada de Marvão pero fue repelida y derrotada por tropas anglo-portuguesas dirigidas por el capitán Thomas Browne.

## Preludio
Durante el verano de 1762 habían fracasado dos ofensivas españolas que pretendían invadir Portugal. Entonces España recibió el apoyo de Francia, que envió 10 000 soldados y equipamiento al tiempo que el Reino de Gran Bretaña también enviaba refuerzos para ayudar a los portugueses, en total 8000 hombres bajo mando de John Burgoyne y el general George Townshend. La tercera invasión de territorio portugués fue motivada por las negociaciones de paz que mantenían ingleses y franceses, en las cuales el papel de España se vería reforzado si realizaba un ataque sorpresa a finales del otoño —en esta época las campañas militares se retrasaban hasta la primavera. Sin embargo, el comandante en Portugal, el conde de Lippe, ya había reforzado las guarniciones más importantes con tropas británicas y unidades portuguesas de primera línea. Los españoles dividieron su ejército en varios cuerpos que atacarían distintos objetivos, uno de los cuales era Marvão, localidad que esperaban tomar y retener bajo su control.

## Batalla
El castillo de Marvão se levanta sobre una peña de granito en la sierra de São Mamede, cerca del río Tajo, y era una plaza fuerte de importancia clave para asegurar el cruce del río por parte de las tropas españolas. El castillo estaba defendido por quinientos hombres bajo mando del capitán inglés Thomas Browne, que estaba al cargo de una compañía del 83.º Regimiento de infantería del coronel Bigoe Armstrong, además de un puñado de soldados portugueses, milicianos y varios cañones.
La fuerza española de ataque contaba con entre cuatro y cinco mil hombres. Cuando se acercaron a la localidad, la población local presionó a los defensores del castillo para que se rindieran, pero prevaleció la firmeza del capitán Browne, que esperaba un largo asedio. El militar británico a cargo de la defensa de la fortaleza se sorprendió cuando los españoles atacaron, dada la naturaleza escarpada de una fortificación erigida sobre una posición defensiva muy elevada.
Los españoles intentaron aproximarse por el lado sureste de la localidad y Browne envió refuerzos a ese sector de la fortificación. Los defensores británicos y portugueses abrieron fuego con sus mosquetes y cañones contra los asaltantes que trataron de escalar los muros. Para agravar los problemas de los españoles, las escalas con las que intentaban subir eran demasiado cortas y por ello fueron repelidos con facilidad. Las tropas hispanas fueron diezmadas por los accidentes en un terreno tan abrupto y el fuego de las armas ligeras y los cañones de los defensores. Viendo que había perdido el factor sorpresa y que el castillo estaba bien defendido, el comandante español ordenó retirada al día siguiente porque sus fuerzas no estaban preparadas para iniciar un largo asedio.

## Repercusiones
El otro avance español fue detenido en Ouguela por otra pequeña guarnición portuguesa que estaba bien preparada para la defensa, la cual les infligió numerosas bajas y los obligó a abandonar el intento de asalto. El 19 de noviembre, ambas guarniciones se unieron para tomar represalias y saquearon la localidad extremeña de La Codosera. La enconada resistencia que los españoles se habían encontrado en Marvão y Ouguela tuvo un efecto evidente en sus movimientos y los convenció de que cualquier intento de invasión del Alentejo portugués necesitaría de una victoria decisiva. La cercanía del invierno, las enfermedades que estaban causando muchas bajas entre los soldados y la falta de suministros obligaron a los españoles a retirarse a partir del 15 de noviembre y el día 22 de ese mes España pidió una tregua.